# 斯文·贝克特
斯文·贝克特（英語：Sven Beckert，1965年—）是一位美国历史学家，哈佛大学教授，专攻19世纪的美国史和全球史，主要作品有《棉花帝国：一部资本主义全球史》（Empire of Cotton: A Global History）。